# Believe Me (canción)
«Believe Me» es un sencillo de la banda finlandesa de hard rock Lordi, que fue publicado el 20 de agosto de 2021. Es el primer sencillo de la caja recopilatoria Lordiversity. El sencillo pertenece al álbum Superflytrap, ambientado en 1979.

## Lista de canciones
- Believe Me (4:27)

## Créditos
- Mr. Lordi (vocalista)
- Amen (guitarra)
- Hiisi (bajo)
- Mana (batería)
- Hella (piano)